# فيصل درويش (لاعب كرة قدم مواليد 1991)
فيصل درويش لاعب كرة قدم سعودي. ولد في (3 يوليو 1991)، لعب لأندية الرائد والهلال. حقق بطولة كأس الملك 2015 وكأس السوبر السعودي 2015 وكأس ولي العهد السعودي 2016 وانتقل إلى نادي الوحدة عام 2018 و انتقل إلى نادي التعاون مطلع عام 2020 و وقع مع نادي أحد في عام 2023.

## روابط خارجية
- فيصل درويش على موقع Soccerway.com (الإنجليزية)
- فيصل درويش على موقع كووورة